# Al-Hamraa (nahija)
Nahija Al-Hamraa (ar. ناحية الحمراء)  je sirijska nahija u okrugu Hama u pokrajini Hama. Po popisu iz 2004. (prije rata), nahija je imala 32.604 stanovnika. Administrativno sjedište je u naselju Al-Hamraa.